# Romblonella opaca
Romblonella opaca är en myrart som först beskrevs av Smith 1861.  Romblonella opaca ingår i släktet Romblonella och familjen myror. Inga underarter finns listade i Catalogue of Life.

## Bildgalleri

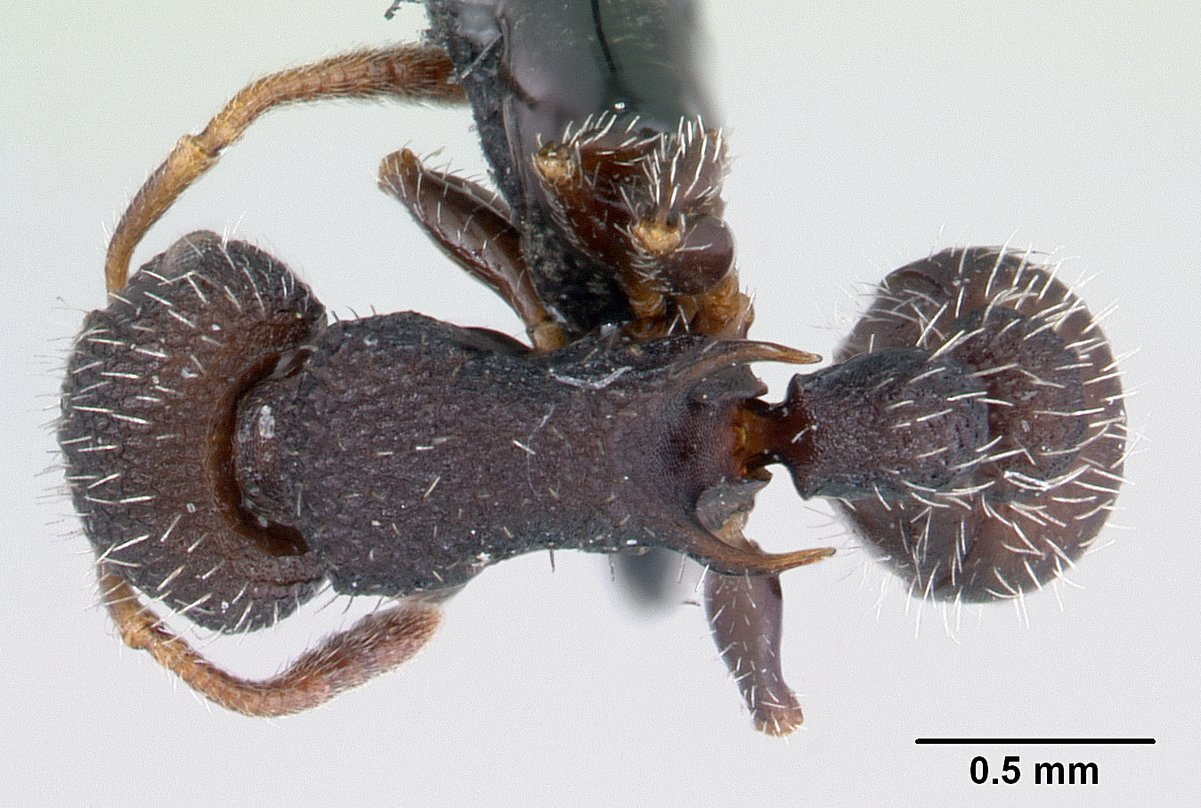
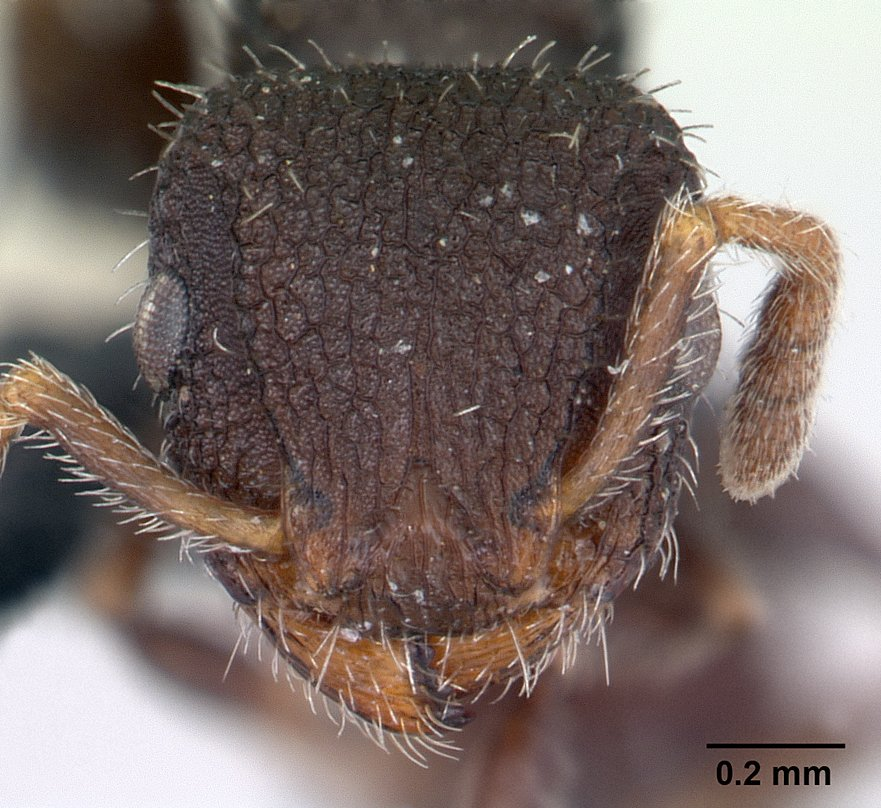
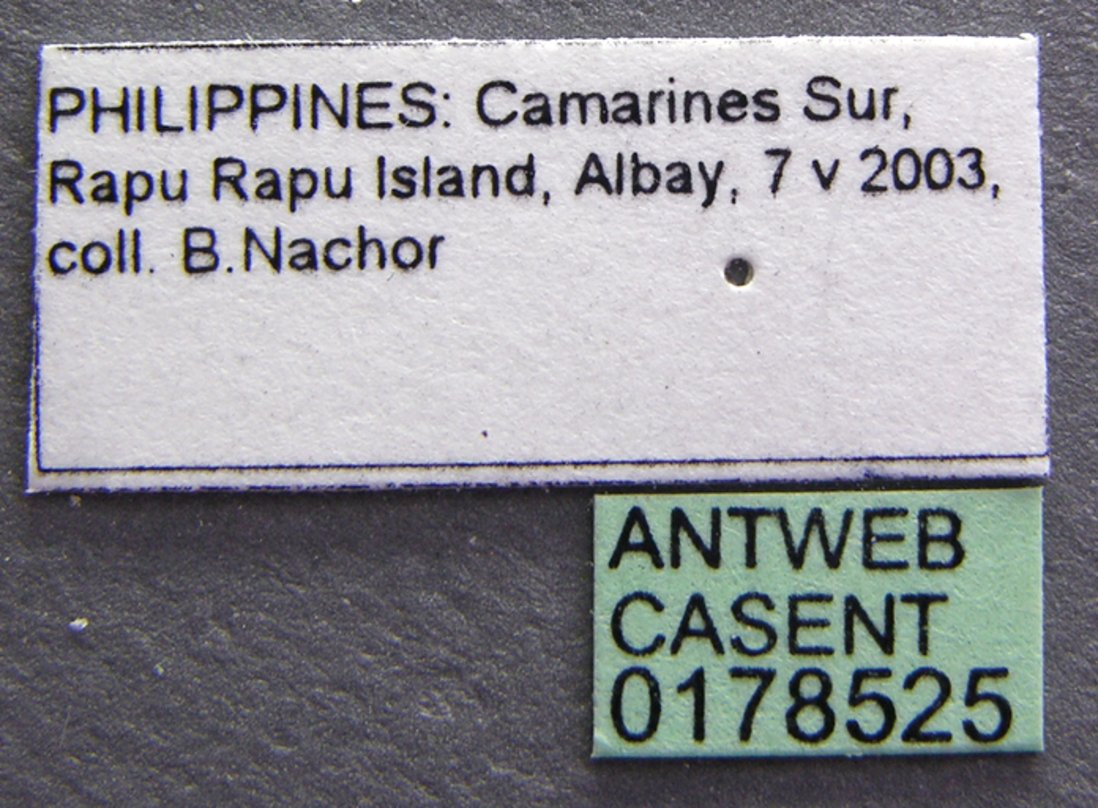
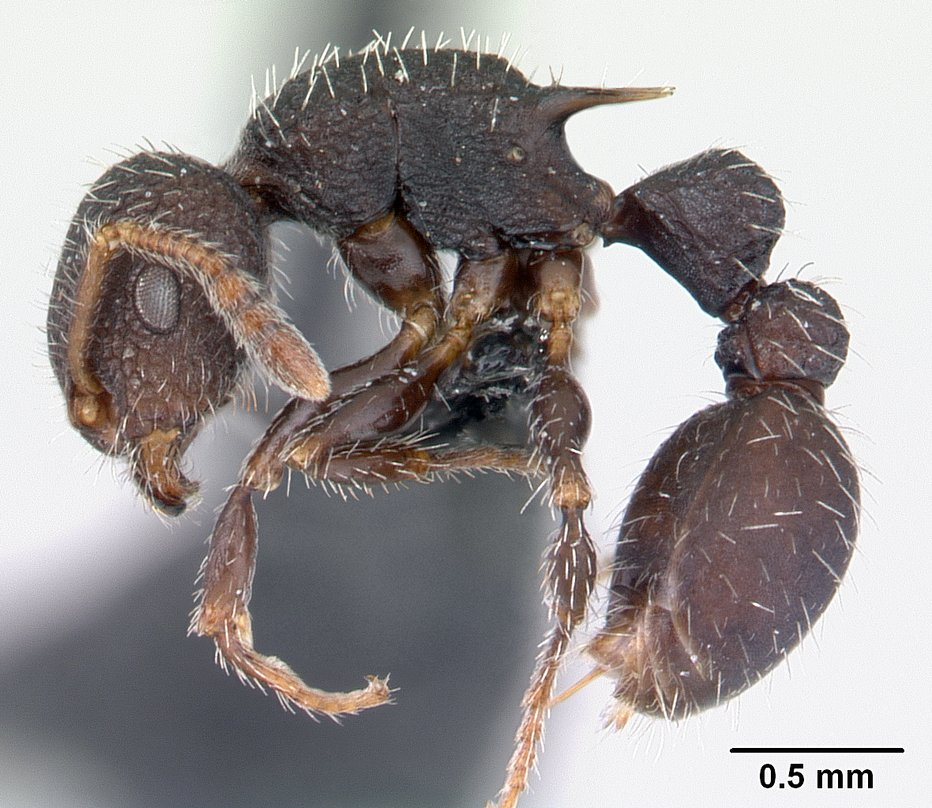